# フォークランドカラカラ
フォークランドカラカラ（学名:Phalcoboenus australis）は、ハヤブサ目ハヤブサ科に分類される鳥。18世紀、人をまったく恐れず島のどこに上陸してもどこからともなく現れ、大きな爪で食料や装備品、全て奪っていたのを目撃した船員たちを怖がらせ、「フォークランドの悪魔」とも呼ばれた。

## 分布
- 南米フォークランド諸島、エスタドス島、ティエラ・デル・フエゴ南部、ホーン岬周辺

## 形態
全長53-65cm、翼幅40-42cm、体重はオスよりメスが若干大きく、メスは約1.7kgでオスは1.3kg。成鳥は、体全体が黒色の羽毛に覆われており、嘴の付け根と脚は黄色で、腿は褐色。幼鳥は褐色の羽毛に覆われており、嘴の付け根と脚は灰色。嘴は両者とも銀色をしている。

## 生態/行動

### 食性/狩り
フォークランドカラカラは生きた獲物を狙うハンターとしての側面と、死体などを漁るスカベンジャーの側面を併せ持つ。その食性は多岐にわたっている。以下はその例
- 海鳥(卵、雛、若者、怪我や病気により虚弱した成体)
- 家畜(例ヒツジ)の後産(胎盤など)や死体
- ペンギン(卵、雛)
- 鰭脚類の後産(胎盤)や死体
- クジラドリ
- ガチョウ
- ウサギ
- 小動物(ネズミのような脊椎動物、無脊椎動物のカブトムシ、ミミズなど)
- タコ
- その他の生物の死体

こうした獲物は仲間同士での奪い合いが頻発する。大抵は成体が若者を追い払って餌を独占してしまう。若者はカラス(例ワタリガラス)やハゲワシのように数十羽で群れを作るため、死骸を巡る争いは激しいものになる。スカベンジャー。
ペンギン(例イワトビペンギン)のコロニーへ侵入し、手頃な大きさの雛を連れ去ることが確認されている。ペンギンにとって本種は天敵の1種であり、襲われる巣はコロニーの外側に位置している事が多い。
巣穴を覗き込み微かな音を判別し比較的、地面から浅い巣穴を探しだし足で地面を掘り、クジラドリを食べる様子が撮影されている。自分でエサを探さず、エサを探し捕ったフォークランドカラカラのエサを横取りするという狡猾さを持つ。
海鳥や鰭脚類が子育てを終えて海洋へ去る冬季には食物が極端に減るため、この数ヶ月には無脊椎動物やガチョウや死肉が重要な食料源になる。ウサギやネズミといった哺乳類は年中餌食になるが、冬場には犠牲となる割合が高くなっている可能性があるまた冬季には食料不足により体重が減少してしまう。

### 行動
若いほど好奇心が強く、人を恐れず、しばしば人間の身近にあるものを持ち去ってゆく。洗濯物や金属製品など、食べられないものまで何でも盗んでいくため恐れられる。肉は赤色であることから、ハンカチや衣服などの赤色のものを盗んだりすることもある。また、食料を得るために岩やゴミ箱などを動かすことができる賢い鳥の一つである。とある実験では、試行錯誤を繰り返しながら鍵付きの箱を解錠する様子が確認されている。本種を内包するハヤブサ類は一般的に猛禽類として分類されるが、実際の系統は、知能の高さで知られるオウム・インコに近い。

### 繁殖
繁殖する巣は地面や崖の上に作り、メスは4個ほど卵を産み、ヒナのために食料を探し与えている。また、食料を求めて島で人間の居住地に近くを通って歩き回ることがある。

## 人との関係
生まれたばかりの羊や弱った羊を攻撃することから羊農家に迫害された歴史を持つ。高い知能と好奇心を持つのが災いし、人との軋轢が生じている。

## 保全状況
19世紀にそれまで無人であったフォークランド諸島に人が移住してきて牧羊するようになった頃、フォークランドカラカラが弱った羊を攻撃することから島民に迫害され、人を恐れないことから実際より多くいると誤解されたため、賞金も懸けられ、多くのフォークランドカラカラが殺された。結果、現在約3000羽までに減少した。その後、島民の保護により生息数を回復している。

## フォークランドカラカラを扱ったテレビ番組
- ダーウィンが来た! 〜生きもの新伝説〜　2014年3月3日放送